# Michałówka (rejon dubieński)
Michałówka (ukr. Михайлівка, Mychajliwka) – wieś na Ukrainie, w obwodzie rówieńskim, w rejonie dubieńskim, w hromadzie Krupiec. W 2001 liczyła 565 mieszkańców, spośród których 558 wskazało jako ojczysty język ukraiński, 6 rosyjski, a 1 białoruski.
W okresie międzywojennym wieś znajdowała się w granicach II RP, wchodząc w skład gminy Krupiec w powiecie dubieńskim, w województwie wołyńskim.